# Valongo (freguesia)
Valongo és una freguesia portuguesa del municipi de Valongo (municipi de l'Àrea Metropolitana de Porto i de la Regió del Nord), amb 24,10 km² d'àrea (2013) i 23.925 habitants (al cens del 2011). La densitat de població n'és de 1.158 hab/km².

## Població
| Població de la freguesia de Valongo | Població de la freguesia de Valongo | Població de la freguesia de Valongo | Població de la freguesia de Valongo | Població de la freguesia de Valongo | Població de la freguesia de Valongo | Població de la freguesia de Valongo | Població de la freguesia de Valongo | Població de la freguesia de Valongo | Població de la freguesia de Valongo | Població de la freguesia de Valongo | Població de la freguesia de Valongo | Població de la freguesia de Valongo | Població de la freguesia de Valongo | Població de la freguesia de Valongo |
| ----------------------------------- | ----------------------------------- | ----------------------------------- | ----------------------------------- | ----------------------------------- | ----------------------------------- | ----------------------------------- | ----------------------------------- | ----------------------------------- | ----------------------------------- | ----------------------------------- | ----------------------------------- | ----------------------------------- | ----------------------------------- | ----------------------------------- |
| 1864                                | 1878                                | 1890                                | 1900                                | 1911                                | 1920                                | 1930                                | 1940                                | 1950                                | 1960                                | 1970                                | 1981                                | 1991                                | 2001                                | 2011                                |
| 3 002                               | 3 312                               | 3 587                               | 3 643                               | 3 718                               | 3 605                               | 3 986                               | 5 914                               | 6 738                               | 6 124                               | 7 871                               | 10 351                              | 13 103                              | 18 698                              | 23 925                              |

## Patrimoni cultural
- Creu de terme de Valongo o Creu de terme do Senhor do Padrâo- Monument Nacional
- Casa do Anjo Sâo Miguel
- Església parroquial de Valongo
- Capella de N.ª Sr.ª da Hora (la capella més antiga de Valongo)
- Capelles do Suzão
- Senhora da Luz
- Nossa Senhora dos Châos
- Capella S. Bartolomeu